# Ferrari 458 Speciale
El Ferrari 458 Speciale es un automóvil superdeportivo biplaza de dos puertas variante del Ferrari 458 Italia, con motor central-trasero montado longitudinalmente y tracción trasera, producido por el fabricante italiano Ferrari desde 2014 hasta 2015. Fue presentado en el Salón del Automóvil de Fráncfort de 2013. Ferrari consideró llamarlo "Scuderia", "Montecarlo", o "Challenge Stradale", aunque terminó llamándose "Speciale".

## Diseño

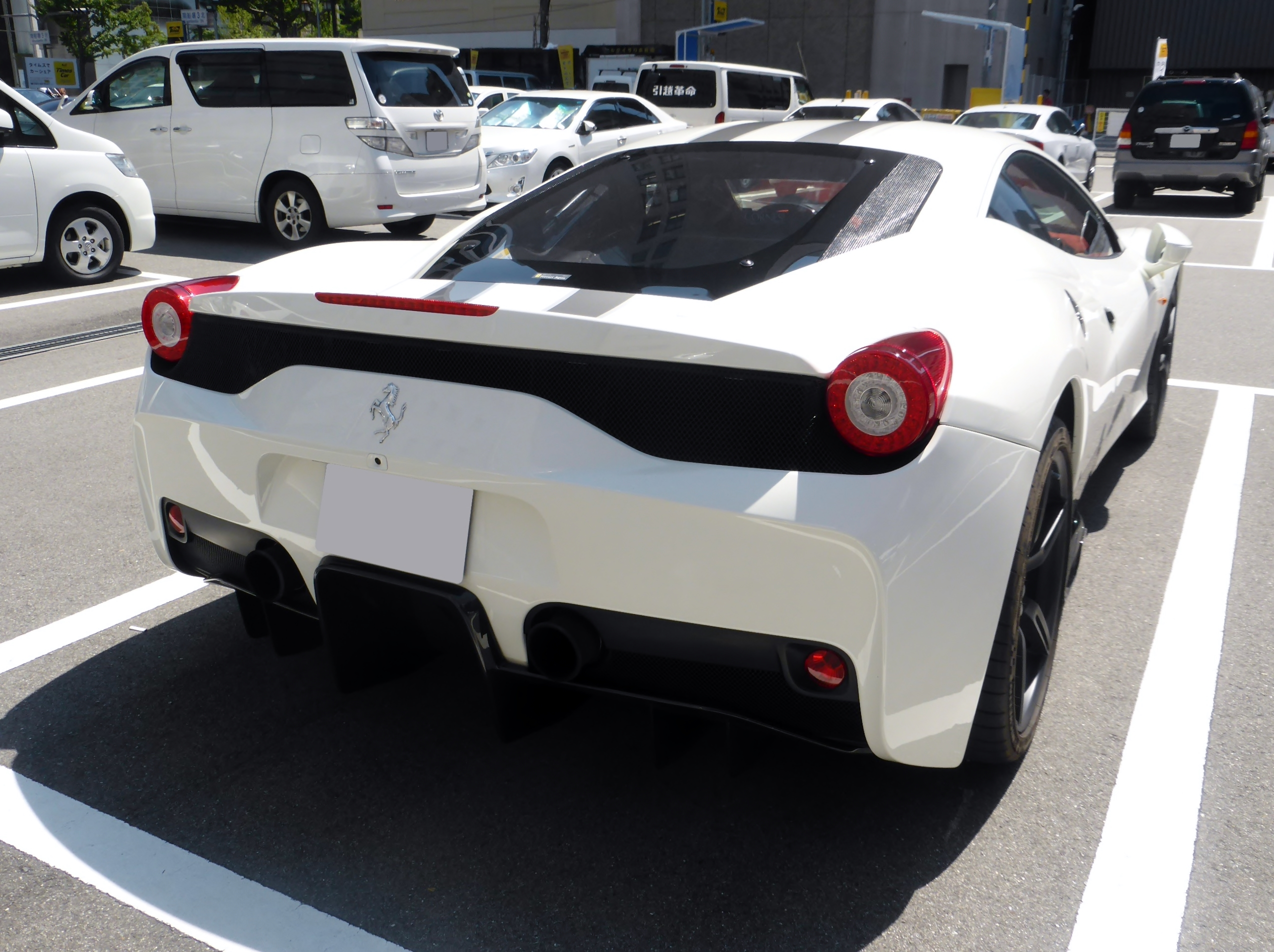
Vista trasera en Bianco Avus.

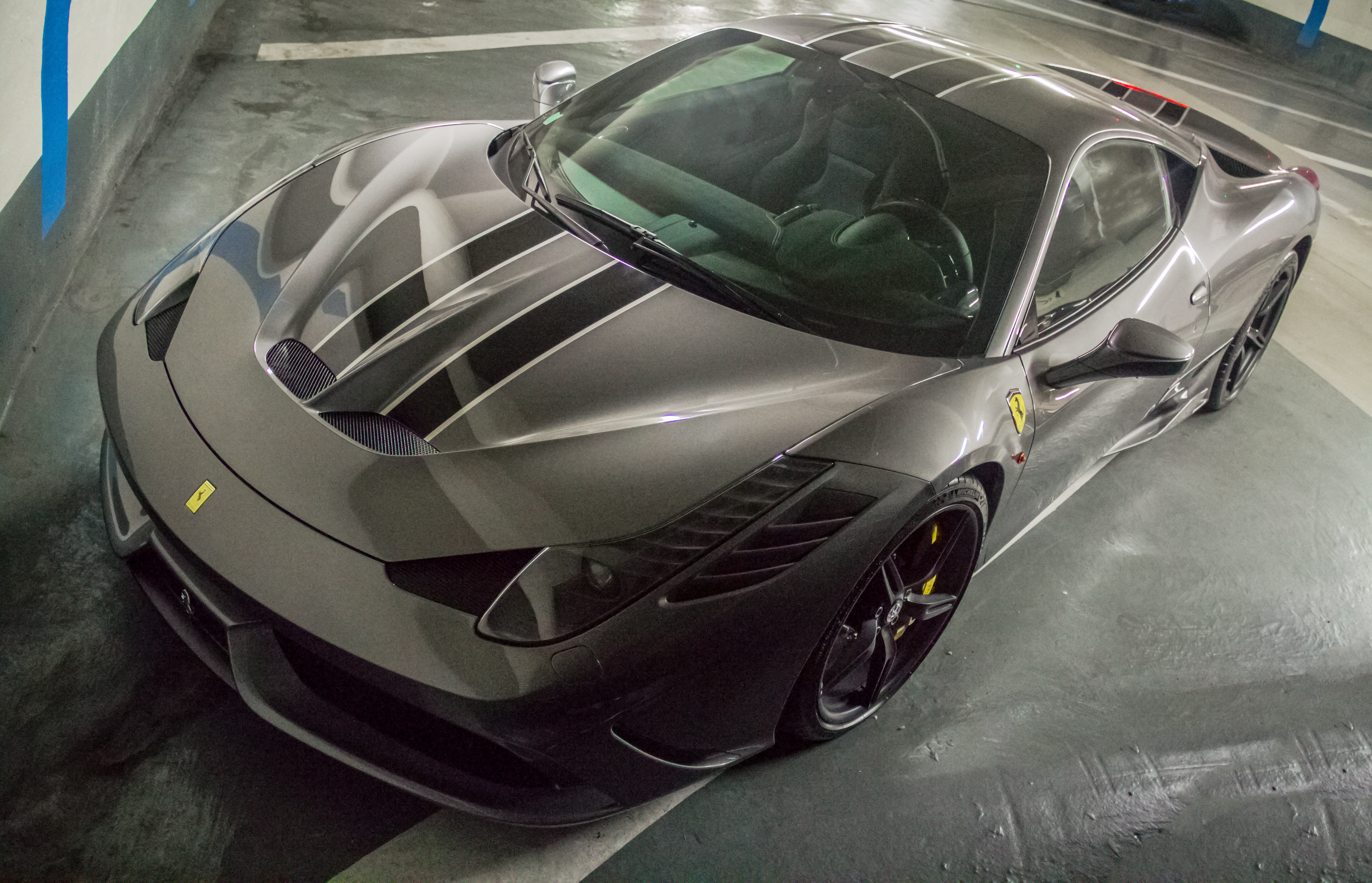
458 Speciale en color Grigio Corsa, en el que se aprecian los cambios con respecto del 458 Italia.

Luce una estética muy agresiva debido a una franja de dos colores que atraviesa la carrocería desde el cofre hasta la parte trasera. También cambian las defensas, el cofre y la parte trasera, que tiene un aspecto más de automóvil de carreras con salidas de escape diferentes a las centrales del 458 Italia. Ferrari ha añadido alerones móviles en la parte delantera y trasera de la carrocería para gestionar la resistencia aerodinámica al avance en función de las necesidades de conducción. En el centro de la defensa delantera hay dos compuertas y un alerón horizontal. Cuando se ubica a menos de 170 km/h (106 mph), las compuertas están cerradas y cuando se supera esa velocidad se abren, modificando el caudal de aire que va a los radiadores, el cual entra por la rejilla negra que hay en la defensa y mejorando la resistencia aerodinámica. A más de 220 km/h (137 mph), el alerón horizontal baja, desplazando un 20% de la carga aerodinámica del eje delantero al trasero. Además, bajo la defensa hay un pequeño splitter y una protuberancia que aumentan un 4% la carga aerodinámica en la parte delantera. Las aletas que hay la parte inferior de la carrocería, justo por delante de las ruedas traseras, ejercen un efecto similar.
El alerón trasero es mayor y su superficie forma un ángulo mayor que en el 458 Italia. En el difusor, que también es diferente, hay otro alerón móvil con dos posiciones separadas 17°; en la superior aumenta la carga aerodinámica y en la inferior disminuye el coeficiente de resistencia aerodinámica 0.03 puntos. El coeficiente aerodinámico de penetración es 0.35 y el de elevación de 0.53.
El sistema "Side Slip Angle Control", el cual Ferrari analiza constantemente el deslizamiento lateral del vehículo, lo compara con los valores ideales y reparte el par motor entre las dos ruedas traseras para ayudar a tener un paso por curva más rápido sin menoscabo de la estabilidad y la sensación de control.
Ferrari confirma haber mejorado el sistema de frenos desarrollado por Brembo, usando unos discos cerámicos con mayor cantidad de silicio y unas pastillas con un material que disipa mejor el calor. Incluye la disposición del cuadro de instrumentos es inmejorable con un volante que aglutina todas las funciones necesarias durante la conducción, incluyendo indicador led para realizar el cambio óptimo. Integra un sistema de redireccionamiento del flujo de aire para aumentar la carga en un 20% sobre el tren delantero a merced de un doble splitter móvil en la sección central que redirige el flujo de aire hacia dos spoilers en los vértices del paragolpes y dos aletines que custodian los pasos de rueda traseros.
El difusor trasero, culmen de un fondo plano totalmente carenado, acoge un sistema de flaps en color rojo capaces de variar su ángulo en función de las necesidades de carga sobre el tren trasero. A baja velocidad maximiza el efecto suelo en posición de reposo, disminuyendo la resistencia aerodinámica en 0.03 puntos conforme ganamos velocidad gracias a su despliegue con un ángulo máximo de 17º.

## Rendimiento

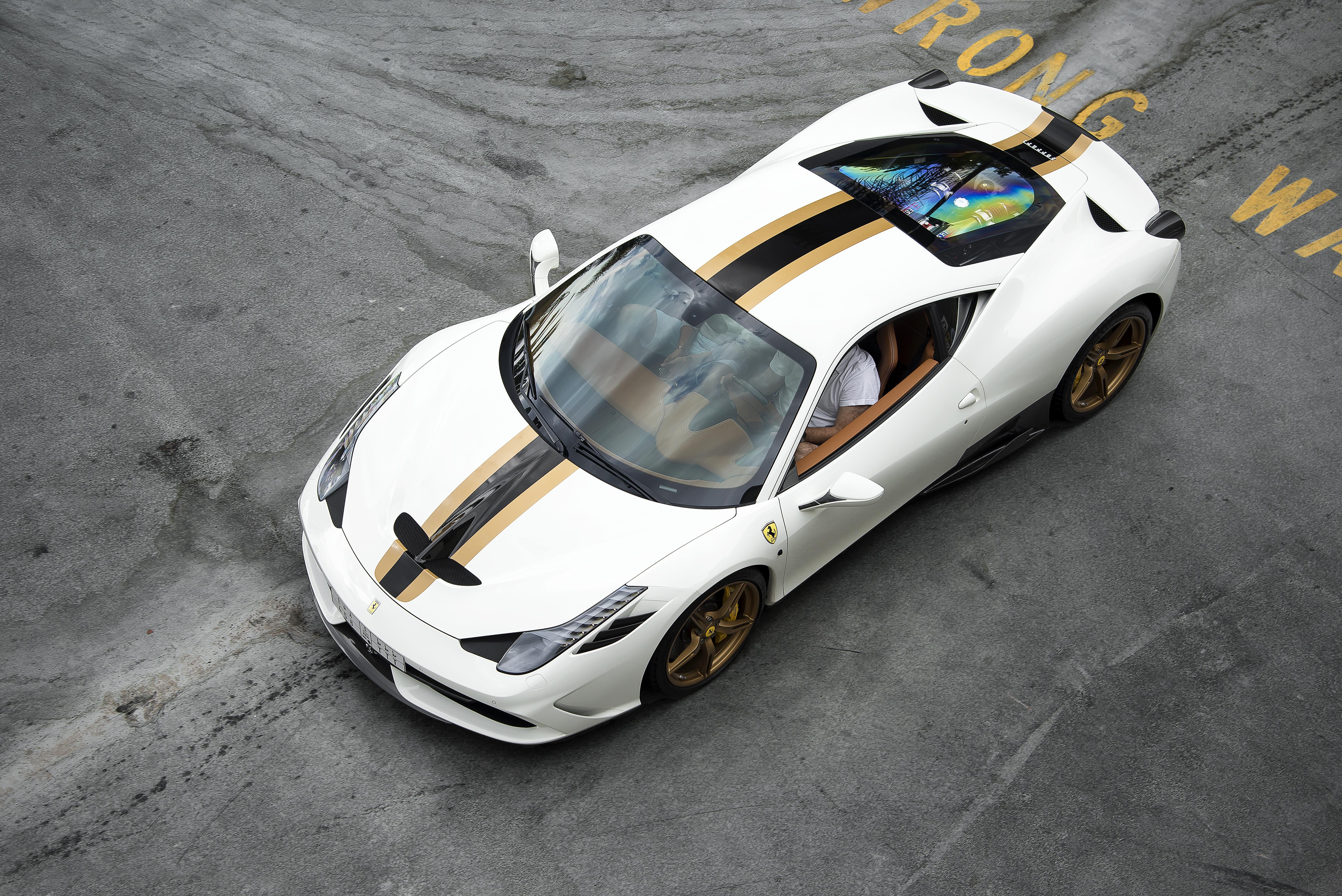
Vista aérea donde se aprecia la franja que atraviesa la carrocería.

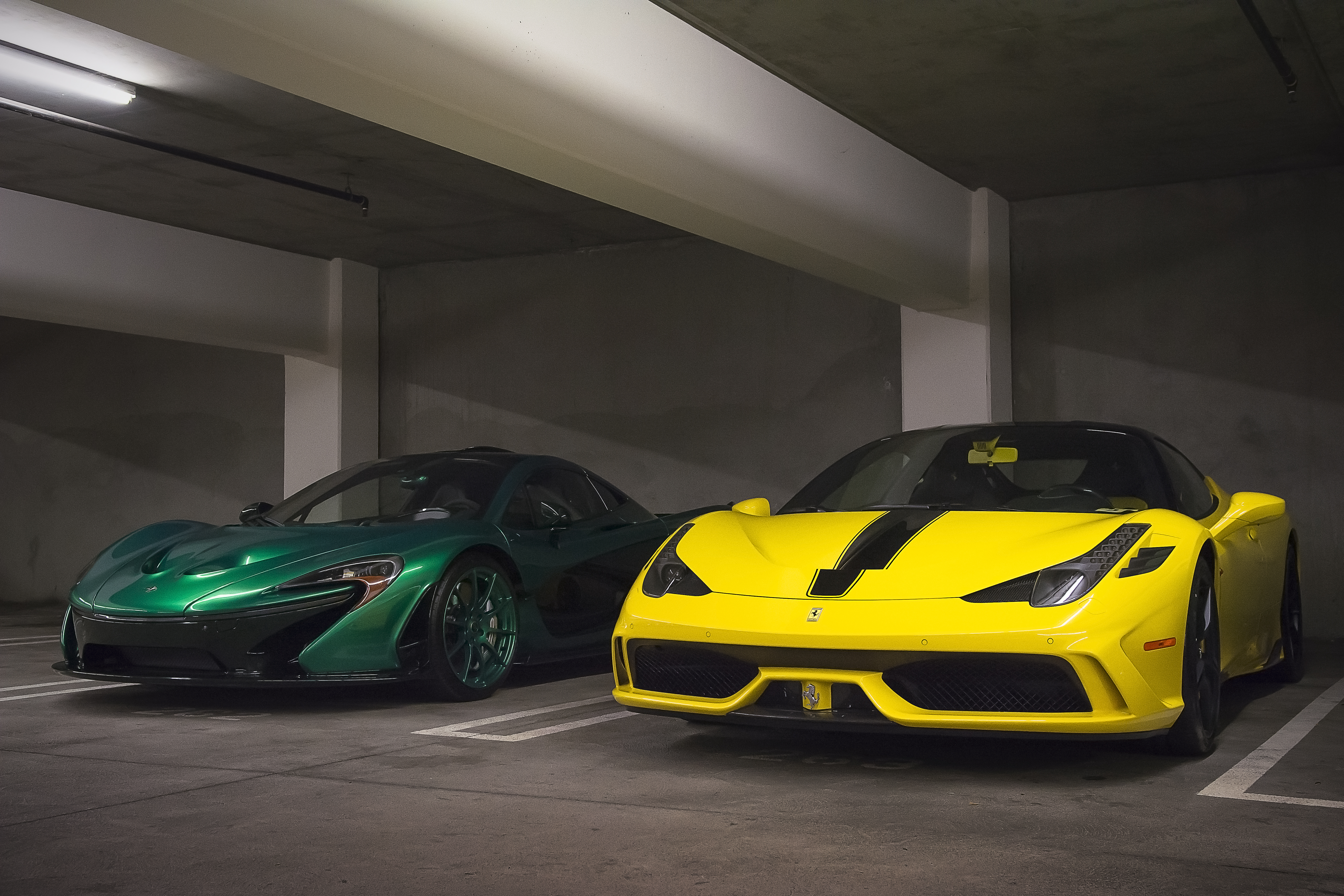
458 Speciale estacionado junto a un McLaren P1.

Tiene el mismo motor V8 de 4497 cm³ (4,5 L; 274,4 plg³) con un diámetro x carrera de 94 x 81 mm (3,70 x 3,19 pulgadas)
del 458 Italia, pero recibe un aumento de potencia hasta los 605 CV (597 HP; 445 kW) a las 9000 rpm, acercándose un poco más a su rival de Woking: el McLaren MP4-12C. Además, el Speciale pierde 90 kg (198 libras) de peso con respecto al 458 Italia, marcando en la báscula un total de 1290 kg (2844 libras), lo que corresponde a algo más de 475 CV (469 HP; 349 kW) por tonelada. El fabricante asegura también que los 1.33 g de fuerza lateral que puede conseguir es la cifra más alta de sus modelos de calle.
Debido a la potencia y la rebaja del peso, acelera de 0 a 100 km/h (0 a 62 mph) en 3 segundos exactos y solamente tarda 9.1 segundos en alcanzar los 200 km/h (124 mph). Lo que sería en el Circuito de Fiorano 1.5 segundos más rápido que el 458 Italia, medio segundo más rápido que el 599 GTO y solamente medio segundo más lento que el F12berlinetta. La velocidad máxima es de 325 km/h (202 mph).
Gracias a la tecnología que incorpora, desde aerodinámica activa, o control de tracción F1-Trac hasta el diferencial electrónico E-Diff. También aportan su granito de arena las gomas Michelin Pilot Sport Cup2 desarrolladas para el modelo. Es un deportivo de tracción trasera y 4,53 m (178,3 pulgadas) de longitud. Tiene un precio de 269,022 €, unos 38,000 más que el 458 Italia.
A pesar de ser más potente y rápido, consume menos combustible que el 458 Italia: 11,8 L/100 km (8,5 km/L; 19,9 mpgAm) frente a 13,3 L/100 km (7,5 km/L; 17,7 mpgAm), ya que tiene un sistema stop-start automáticos en las detenciones, que se ha logrado aumentado la relación de compresión de 12.5 a 14.0:1, modificando la forma del pistón, acortando 10 mm (0,4 pulgadas) la distancia que tiene que recorrer el aire por la admisión y aumentado 5 mm (0,2 pulgadas) el alzado de las válvulas. Los pistones están hechos de un nuevo material más ligero y los casquillos de "materiales novedosos". El cigüeñal ha sido modificado para mejorar la lubricación de los cojinetes. El empleo de fibra de carbono en los múltiples de admisión, incluida la caja del filtro; y de aluminio en el escape, que aligera el conjunto del motor 8 kg (17,6 libras). La transmisión de doble embrague ha sido reprogramada siendo más rápida, tanto al subir marchas como al bajar. Tiene una relación peso a potencia de 2,3 kg (5,1 libras)/cv. Enmarca sendas pantallas TFT LCD. Cuenta con el sistema de frenos ABS.
El 458 Italia está clasificado en unas emisiones de CO2 de 307 g (10,8 onzas) por km y el 458 Speciale en 275 g (9,7 onzas) por km. Sus principales rivales son el Lamborghini Gallardo LP 570-4 Squadra Corse de 2014 y el McLaren MP4-12C.

## Ferrari 458 Speciale A
El 458 Speciale A fue presentado en el Salón del Automóvil de París 2014. La letra A hace referencia a "Aperta" y estaba limitado a 499 unidades, siendo el Ferrari descapotable más potente. Es un rival directo para el McLaren 650S Spider.
Está basado en la berlinetta más extrema de Ferrari: el 458 Speciale, siendo naturalmente el spider más rápido y aerodinámico.

### Diseño
El diseño del 458 Speciale A está basado en el 458 Speciale y el 458 Spider. Únicamente se vendía en color amarillo y las pocas opciones de personalización se ciñen a una franja central en azul Blu Nart y Blanco Bianco Avus. También le hacen destacar los rines de aleación de cinco radios en color Grigio Corsa que le ayudan a conseguir un aspecto de lo más deportivo.
En el interior, la fibra de carbono en tono azul y la alcántara será absolutas protagonistas con el color amarillo como seña de identidad en asientos y en la esfera del tacómetro. Los asientos de tipo baquet eran de serie compartiendo el mismo diseño y tecnología 3D que ya se conocía en la carrocería cupé. La banda azul y blanca tan característica del 458 Speciale es en honor al equipo de carreras estadounidense North American Racing Team (NART).
El 458 Speciale A es capaz de mantener un bajo peso, el cual se ve idéntico a su contraparte de cupé, aunque con algo más de espacio libre y eso es porque esencialmente es idéntico al cupé. Ha habido algunos pequeños cambios aerodinámicos, afirma Ferrari que esta es el spider más aerodinámico que jamás haya creado, pero en general el aspecto es esencialmente el mismo que el coche de base hardtop. Esto significa que obtendrá la misma ventilación agresiva en las salpicaderas delanteras, el mismo difusor masivo y las mismas salidas de escape de cañón en la parte trasera. Parece amenazante desde todos los ángulos.

### Rendimiento
En el 458 Speciale A, el dato más interesante está en el peso, ya que en una versión superdeportiva cuenta con un sobrepeso de 50 kg (110 libras), respecto a la versión cerrada.
Cuenta con el mismo motor atmosférico del 458 Speciale que produce 605 CV (597 HP; 445 kW) y 540 N·m (398 lb·pie) de par máximo a las 6000 rpm. Su techo de lona se abre completamente en 14 segundos. Concretamente en 3 segundos es capaz de acelerar de 0 a 100 km/h (0 a 62 mph) y su velocidad máxima es muy cercana a los 325 km/h (202 mph) declarados por la carrocería cupé, al igual que el 458 Speciale. Incorpora elementos de aerodinámica activa en la parte delantera y trasera, capaces de mantenerlo en todo momento bien pegado al suelo cuando en solamente 9.5 segundos es capaz de rodar a más de 200 km/h (124 mph). Pesa 50 kg (110 libras) con respecto al Ferrari 458 Speciale Cupé. La relación peso a potencia queda en 2,21 kg (4,9 libras) por CV. Para el McLaren 650S sería un gran rival.
El sistema "Side Slip Angle Control" (SSC – Sistema de control de deslizamiento lateral), estrenado en absoluta primicia en la variante coupé del 458 Speciale, seguirá siendo su mayor atracción.
Tiene unas emisiones de CO2 de 277 g (9,8 onzas)/km y 275 g (9,7 onzas)/km. El material del bloque y la culata es aluminio. Tiene un tipo de distribución de DOHC con cuatro válvulas por cilindro. Tiene tracción trasera y dos embragues multidisco bañados en aceite. En la estructura, la suspensión delantera es de doble horquilla y muelles helicoidales.
El 458 Speciale parece ser el último coche de carretera V8 de aspiración natural de rodar fuera de Maranello con el reemplazo de 458. Es tan escaso como el LaFerrari. Sus principales rivales eran el McLaren 650S Spider, el Audi R8 V10 Spyder y el Lamborghini Huracán LP 610-4 Spyder.

## Ferrari 458 MM Speciale
El 458 MM Speciale es un "one-off" que se hizo por pedido de un cliente muy especial del Reino Unido, con lo que se ha rumoreado que el coche es el nuevo Ferrari Dino o un 488 GTB Speciale.

### Diseño

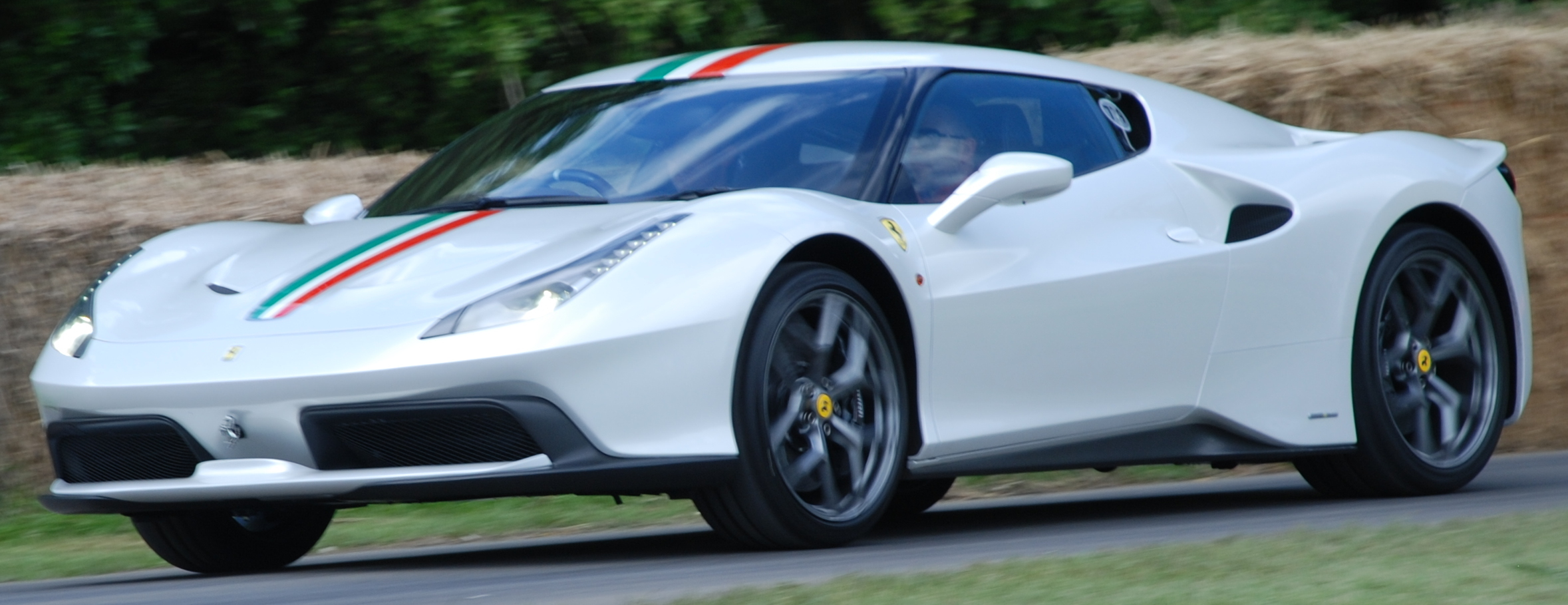
458 MM Speciale en el Festival de la Velocidad de Goodwood.

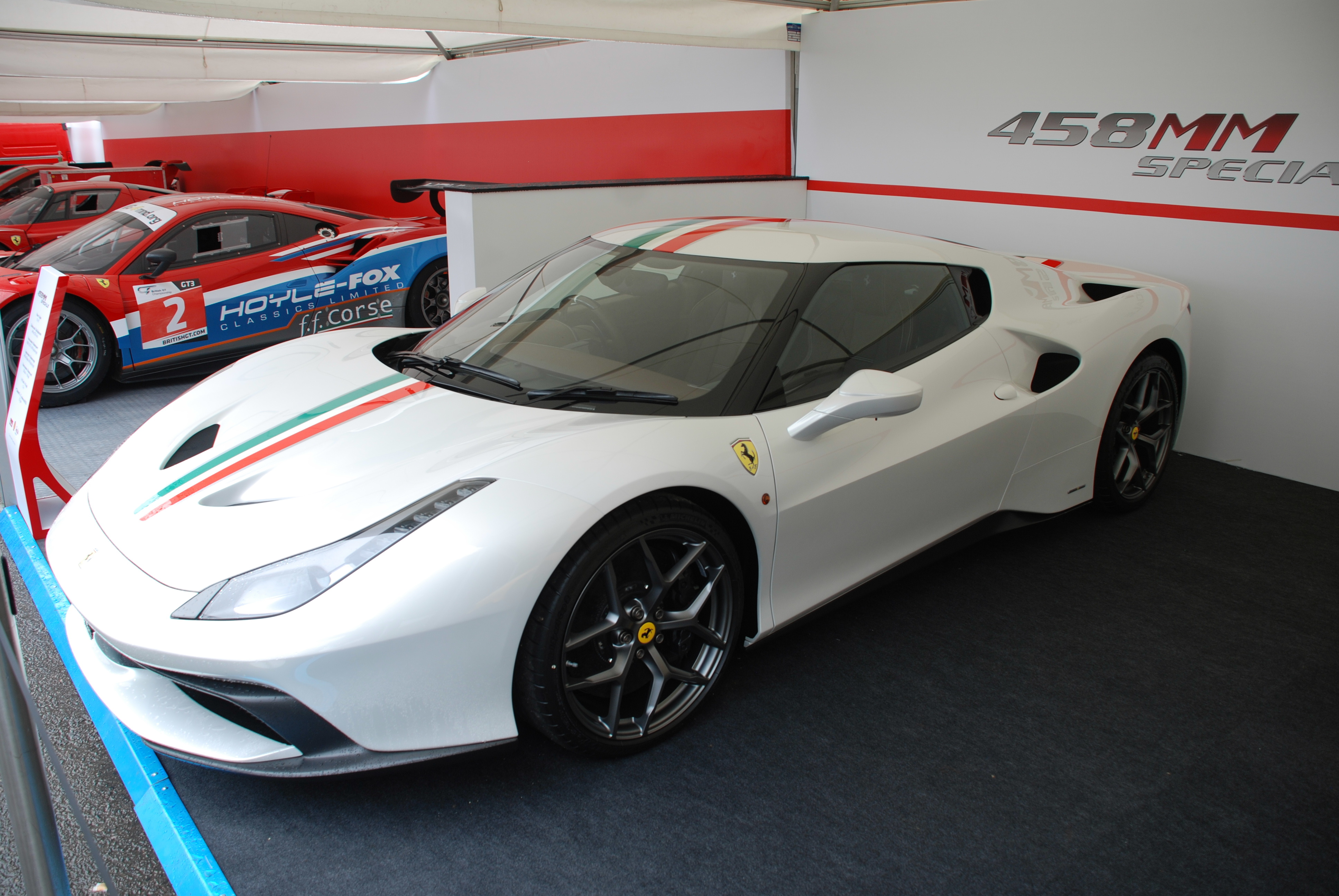
458 MM Speciale junto a otros Ferrari.

Está fabricado sobre la plataforma del 458 Speciale, aunque su carrocería es bastante diferente, ya que incorpora un nuevo frente y parte trasera, además de unos rines exclusivos de este modelo único y un pilar A en color negro para dar el efecto visera que se inspira en el 288 GTO de 1984. Al coche se le pinto en Bianco Italia y se le añadieron los colores de la bandera italiana en una franja que va de principio a fin del auto. Fue diseñado por el Ferrari Styling Centre, por lo que trataron de conseguir con este coche es que toda la superficie de la luna delantera y las ventanillas se uniesen en un área que pareciese única.
El detalle más característico está en su línea de techo y en la forma de visera que ha adquirido este con algo más que un socorrido camuflaje, en negro, para el pilar delantero y es que su aplicación ha supuesto modificar la fisonomía completa del techo, las lunetas laterales y el parabrisas.
El diseño del techo se asemeja al de los de Koenigsegg. Ha recibido un nuevo trabajo de carrocería en aluminio y fibra de carbono, que comprende unas nuevas branquias laterales, más parecidas a las del nuevo 488 GTB, que entre otras cosas las requería por imposición de la gestión térmica de su motor turbo y nuevas defensas.
Y para completar el trabajo, una parte trasera con un buen spoiler y una zaga completamente revisada, con las que Ferrari afirma que se ha conseguido mejorar el balance de cargas aerodinámicas en las diferentes situaciones a las que podrá enfrentarse este 458 MM Speciale en circuito, los radiadores delanteros están montados más juntos y en un ángulo más pronunciado que antes, mientras que el propio parachoques delantero tiene un aspecto algo más limpio. Las tomas de aire laterales son más prominentes y en la parte trasera aparece un nuevo alerón.

### Rendimiento
Usa el mismo motor del 488 GTB y tiene un peso de 1370 kg (3020 libras). La potencia se envía a las ruedas traseras a través de una transmisión de doble embrague de siete velocidades. Según Ferrari, este modelo Speciale podría pasar de 0 a 100 km/h (0 a 62 mph) en 3 segundos, alcanzando una velocidad máxima que rondaría las 200 mph (322 km/h). Las entradas de aire de los laterales permiten un flujo de aire más directo hacia el motor, mientras que las tomas de aire de los radiadores son muy diferentes a las de un 458 Speciale. Utiliza el chasis del modelo Speciale, cuyo diseño no afecta su aerodinámica. Ciertas veces al 458 MM Speciale se le llega a llamar "Ferrari 488 Speciale", "Ferrari 488 Scuderia" o una nueva versión del "Ferrari Dino", debido a la forma de los faros.